# 金井半兵衛
金井 半兵衛（かない はんべえ、? - 慶安4年8月13日（1651年9月27日））は、江戸時代前期の武士。諱は正国。

## 生涯
長州藩毛利家の家臣の子として生まれたといわれる。半兵衛も小姓をつとめていたらしい。ただし、一説には刀剣商の出ともいわれており、出自は定かではない。
毛利家に出入りしていた丸橋忠弥により推挙されて、由井正雪の門弟となる。正雪の門弟のなかでは、丸橋に次ぐ立場であった。その後、正雪の江戸幕府転覆計画に加担、半兵衛は大坂の主将として、吉田初右衛門らと大坂市中を焼き討ちし、混乱に乗じて大坂城を占拠し篭城する手はずだった。しかし、実行前に計画が発覚したため半兵衛は潜伏したが、8月13日に天王寺勝鬘院の門前で自害した（慶安の変）。

## 登場作品
テレビドラマ
- 『江戸を斬る 梓右近隠密帳』（TBS、1973年、演：川辺久造）
- 『徳川三国志 (テレビドラマ)』（NETテレビ、1975年、演：岸田森）

漫画
- 『伊賀の影丸』横山光輝